# WorkXPlore 3D
WorkXPlore 3D は、Automatic CAD/CAM "WorkNC"のセスクワが、世界中の製造現場からの意見を取り入れて開発したCADビューワである。CADオリジナルデータを利用し、高速表示・高精度測定・多彩な形状検証機能をもつ3Dコミュニケーションツール。WorkXPlore 3Dは2008年にリリースされて以来、アメリカ、イギリス、フランス、ドイツ、スペイン、日本、インド、中国、そして韓国のセスクワ各支社と、世界各国50社以上の代理店が手厚くサポートをしている。無償の30日評価版をお試しすることが可能。

## 機能性
WorkXPlore 3Dは、オリジナルのCADデータに依存することなく、3D CADファイルを高速表示・高精度測定・形状検証・共有できる3Dビューワである。非常に操作が簡単で、ユーザーがCADのエキスパートでなくても使用できるように設計された。
WorkXPlore 3Dは、ユーザーが3D形状計測や、前もってユーザーがアンダーカットエリア、平面サーフェス、厚み、ボリューム、サーフェス、重量、ダイナミックな断面表示を測定可能にする検証機能が可能。3Dモデルに直接、寸法や形状測定したものを表示したり、注釈やラベルを付けたりすることが可能なので、2D図面が不要になる。
また、ユーザーが3D形状やアッセンブリファイルを、下請負先や顧客または同僚に、インターネット経由でEXEファイルとして簡単に送ることができる。受信者は、受け取った3Dモデルをすぐに表示でき、3Dモデル上で作業が可能。
WorkXPlore 3Dは、大きな3Dファイルを高速表示し処理することができる。
2010年WorkXPlore 3Dは、 ANA (全日本空輸株式会社) に、Boeing787ドリームライナー整備用ツールとして採用されたビューワ・コミュニケーターである。

WorkXPlore 3Dは、英語、フランス語、ドイツ語、スペイン語、イタリア語、日本語、中国語、韓国語その他の言語も準備中。

## 読み込み可能なCADフォーマット
WorkXPlore 3Dは以下のCADフォーマットの読み込みが可能: 
- 2D フォーマット: DXF、 DWG、WorkNC 2Dカーブ、CATIA V5 2D、NX (Unigraphics) 2D、 Pro/E 2D、そしてHPGL
- 3D フォーマット: STL (ファイルフォーマット)、IGES、STEP (stp, step)、WorkNC 3D (wnc), Parasolid (x_t, xmt_txt, x_b)、SolidWorks、Pro/E(Wild Fire)、CATIA V4 (model, exp, user-def)、CATIA V5 (catpart, catproduct, cgr)、UGS Unigraphics 3D (prt, asm)、CADDS、SolidEdge (par, asm)、ACIS、そしてUnisurf
- CNC フォーマット: ISO Gコード, WorkNC ファイル.[2]